# Nordsjö gård
Nordsjö gård (fi. Nordsjön kartano) är en stadsdel och en herrgård i Nordsjö distrikt i östra Helsingfors. 
Nordsjö gård hör till de stora friluftsområden som finns i Nordsjö från Nybondas till Nordsjötoppen, varför det inte finns många bostadshus i området. En stor del av området upptas av en golfbana med 18 hål som täcker 50 hektar. Golfbanan är byggd på en före detta soptipp. 
Nordsjö gårds historia börjar på 1540-talet då fyra gårdar skrevs in i Gustav Vasas skattelängder. Dessa kom senare att utgöra Nordsjö och Rastböle gårdar. I storskiftet år 1778 fick Backmans rusthåll (Nordsjö gård) 371 hektar mark. Efter det har gården bytt ägare flera gånger och fungerade som lantgård till år 1966, fastän det funnits industriverksamhet på gårdens område sedan 1937. År 1966 inkorporerades Nordsjö med Helsingfors och Nordsjö gård övergick i Helsingfors stads ägo. Herrgårdens karaktärsbyggnad är från slutet av 1800-talet och den utvidgades år 1897. Byggnaden har varit uthyrd och den senaste hyresgästen är Diakonissaanstalten fram till år 2010. 